# Detroit Electric
Detroit Electric — бренд автомобилей, производимых компанией Anderson Electric Car Company в Детройте, штат Мичиган с 1907 по 1939 годы. С 1884 до 1911 года компания была известна под названием Anderson Carriage Company.

## XX век
Компания начала производство электромобилей в 1907 году. В начальном варианте на электромобиль устанавливали свинцово-кислотные аккумуляторы. С 1911 по 1916 годы за дополнительную плату в $600 можно было установить железо-никелевый аккумулятор Эдисона. Электромобиль на одной зарядке аккумуляторов мог проехать 130 км, хотя на испытаниях в Детройте был достигнут результат 340,1 км. Электромобиль развивал максимальную скорость 32 км/ч., что было достаточно для эксплуатации в городах начала XX века.
Основными покупателями электромобиля Detroit Electric были женщины, так как для запуска автомобиля с двигателем внутреннего сгорания требовалось прилагать большие физические усилия.
Максимум продаж компании пришёлся на 1910-е годы, когда ежегодно продавалось 1000—2000 электромобилей. Хорошим продажам способствовала высокая цена на бензин во время Первой мировой войны.
В 1920 году компания разделила бизнесы по производству кузовов и электрических компонентов, и название компании изменилось на «The Detroit Electric Car Company».
В 1920-е годы продажи компании упали из-за снижения цен на автомобили с двигателем внутреннего сгорания. Компания продолжала производить электромобили до Великой депрессии, начавшейся в 1929 году. Компания пыталась обанкротиться, но была поглощена и продолжала производство по заказам. Заказов было мало — производились единичные экземпляры.
Электромобилями Detroit Electrics владели: Томас Эдисон, Джон Рокфеллер, Клара Форд — жена Генри Форда.

## XXI век
В 2008 году компании Zap (США) и Youngman (Китай) создали совместное предприятие Detroit Electric. Партнёры планируют произвести небольшую серию электромобилей, и к 2010 году организовать серийное производство.
Компания планирует производить 12-метровые электрические автобусы и 2-местные седаны.
В июне 2009 года Detroit Electric заключило стратегическое соглашение с китайским автопроизводителем Dongfeng Motor Corporation о совместной разработке электромобилей в Китае. Detroit Electric планирует в 2010 году продать 45 тысяч электромобилей, а к 2012 году увеличить производство до 270 тысяч в год.
В апреле 2013 года компания объявила о выпуске ограниченной серией 2-местного электромобиля SP:01.

## Галерея
| - Detroit Electric 1911 года в Калифорнийском автомобильном мезее - Detroit Electric, 1912 год - Detroit Electric 1915 года - Detroit Electric 1916 года в автомобильном мезее в Брюсселе - Detroit Electric в автомобильном мезее в Альтлусхайме - Detroit Electric на зарядке - Реклама 1913 года |